# Nodul rutier Étrembières
Nodul rutier Étrembières este situat în localitatea Étrembières, departamentul Haute-Savoie, Franța, la 3 kilometri est de Geneva, Elveția. Acesta este alcătuit dintr-un ansamblu de bretele și un sens giratoriu. Nodul permite conexiunea autostrăzii A40 cu partea de est a Genevei prin intermediul autostrăzii A411. De asemenea, asigură accesul către Annemasse.

## Drumuri deservite
- Autostrada A40 (Lyon/Mâcon – Chamonix-Mont-Blanc)
- Autostrada A411 către Geneva
- Drumul departamental RD 1206 (fostul RN 206) – drumul către Saint-Julien (Saint-Julien-en-Genevois – Annemasse)
- Drumul departamental RD 2 (drumul eliberării) către Reignier-Ésery și La Roche-sur-Foron